# Ebony Mystique
 (octobre 2024).
Miesha Hilliard, populairement connue sous le nom d'Ebony Mystique ou Ebony Goddess Mystique, née le 23 novembre 1984, est une mannequin et actrice américaine de films pornographiques. Elle est devenue connue après avoir remporté plusieurs prix pour ses scènes et s'être classée parmi les stars de Pornhub. En 2022, elle signe un contrat avec la société de production pornographique Brazzers.

## Jeunesse et carrière
Mystique est née à New Haven, Connecticut, États-Unis. Elle a commencé sa carrière en 2007 en tant qu'infirmière diplômée,, puis en 2018, elle s'est tournée vers le design de mode avant de finalement rejoindre l'industrie pour adultes en 2019, ce qui l'a amenée à devenir célèbre en tant qu'actrice de films pornographiques. En 2022, elle décide alors de créer son propre studio pour poursuivre sa carrière. En 2023, Ebony Mystique a célébré la Journée internationale de la femme en autonomisant les femmes grâce à l'organisation Free Speech Coalition.

### Apparitions dans les médias grand public
Ebony Goddess Mystique a joué dans le film « Rack Focus 2 » qui a remporté le meilleur film ou série limitée Curve Appeal de l'année 2022 lors de la 39e AVN Awards dirigé par Manuel Ferrara.

## Couvertures de magazines
- Actualités vidéo pour adultes et magazine Kink Queens[12]